# Alfred Ott
Alfred Ott (Rheinbrohl, 1934. június 19. – 2020. március 21.) német nemzetközi labdarúgó-játékvezető. Polgári foglalkozása egy egészségbiztosító társaság jegyzője volt.

## Pályafutása

### Nemzeti játékvezetés
Játékvezetésből 1960-ban Mainzban vizsgázott. Vizsgáját követően a Rajna-vidék-Pfalz Labdarúgó-szövetség által üzemeltetett labdarúgó bajnokságokban kezdte sportszolgálatát. A Német labdarúgó-szövetség (DFB) Játékvezető Bizottságának (JB)
minősítésével 1960-tól a 2. Bundesliga,  majd  1963-tól a Bundesliga bírója. Küldési gyakorlat szerint rendszeres partbírói szolgálatot is végzett.[forrás?] A nemzeti játékvezetéstől 1970-ben visszavonult.  2. Bundesliga mérkőzéseinek száma: 6. Bundesliga mérkőzéseinek száma: 80.
| Időpont             | Helyszín                                      | Mérkőzés típusa             | Mérkőzés                           | Eredmény |
| ------------------- | --------------------------------------------- | --------------------------- | ---------------------------------- | -------- |
| 1963. augusztus 24. | Weserstadion, Bréma                           | első Bundesliga mérkőzése   | SV Werder Bremen–Borussia Dortmund | 3 – 2    |
| 1970. október 7.    | Sparda Bank Hessen Stadion, Offenbach am Main | utolsó Bundesliga mérkőzése | Kickers Offenbach–Hertha BSC       | 1 – 0    |

### Nemzetközi játékvezetés
A Német labdarúgó-szövetség JB terjesztette fel nemzetközi játékvezetőnek, a Nemzetközi Labdarúgó-szövetség (FIFA) 1967-től tartotta nyilván bírói keretében. A FIFA JB központi nyelvei közül a németet beszéli. Több nemzetek közötti válogatott, valamint UEFA-kupa, Kupagyőztesek Európa-kupája és Bajnokcsapatok Európa-kupája klubmérkőzést vezetett, vagy működő társának partbíróként segített. A német nemzetközi játékvezetők rangsorában, a világbajnokság-Európa-bajnokság sorrendjében többedmagával a 44. helyet foglalja el 1 találkozó szolgálatával. Az aktív nemzetközi játékvezetéstől 1970. búcsúzott. Válogatott mérkőzéseinek száma: 2.

#### Labdarúgó-világbajnokság
Az 1970-es labdarúgó-világbajnokságon a FIFA JB bíróként alkalmazta.

##### 1970-es labdarúgó-világbajnokság

###### Selejtező mérkőzés
| Időpont           | Helyszín             | Mérkőzés típusa           | Mérkőzés           | Eredmény | Nézők száma |
| ----------------- | -------------------- | ------------------------- | ------------------ | -------- | ----------- |
| 1969. október 22. | Népstadion, Budapest | előselejtező (2. csoport) | Magyarország–Dánia | 3 – 0    | 32 852      |

#### Nemzetközi kupamérkőzések

##### Bajnokcsapatok Európa-kupája
| Időpont              | Helyszín                 | Mérkőzés típusa            | Mérkőzés                          | Eredmény |
| -------------------- | ------------------------ | -------------------------- | --------------------------------- | -------- |
| 1969. szeptember 17. | Hadsereg Stadion, Szófia | első forduló (1. mérkőzés) | PFK CSZKA Szofija–Ferencvárosi TC | 2 – 1    |

##### Török labdarúgókupa
| Időpont         | Helyszín                   | Mérkőzés típusa     | Mérkőzés                 | Eredmény |
| --------------- | -------------------------- | ------------------- | ------------------------ | -------- |
| 1970. május 13. | Atatürk Stadion, Eskişehir | döntő első mérkőzés | Eskişehirspor–Göztepe SK | 2 – 1    |

## Külső hivatkozások
- Alfred Ott. World Referee. [2016. március 4-i dátummal az eredetiből archiválva]. (Hozzáférés: 2015. december 5.)
- Alfred Ott. footballzz.com. (Hozzáférés: 2015. december 5.)
- Alfred Ott. scoreshelf.com. [2015. december 22-i dátummal az eredetiből archiválva]. (Hozzáférés: 2015. december 5.)
- Alfred Ott. eu-football.info. (Hozzáférés: 2015. december 5.)
- Alfred Ott. weltfussball.de. (Hozzáférés: 2015. december 5.)

| Elődje: Ferdinand Biwersi | Török labdarúgókupa döntő 1969 – 1970 | Utódja: Karl Riegg |